# آرنو دوبوا
آرنو دوبوا (انگلیسی: Arnaud Dubois؛ زادهٔ ۲ مهٔ ۱۹۸۶) دوچرخه‌سوار اهل بلژیک است.